# 緑が丘 (八千代市)

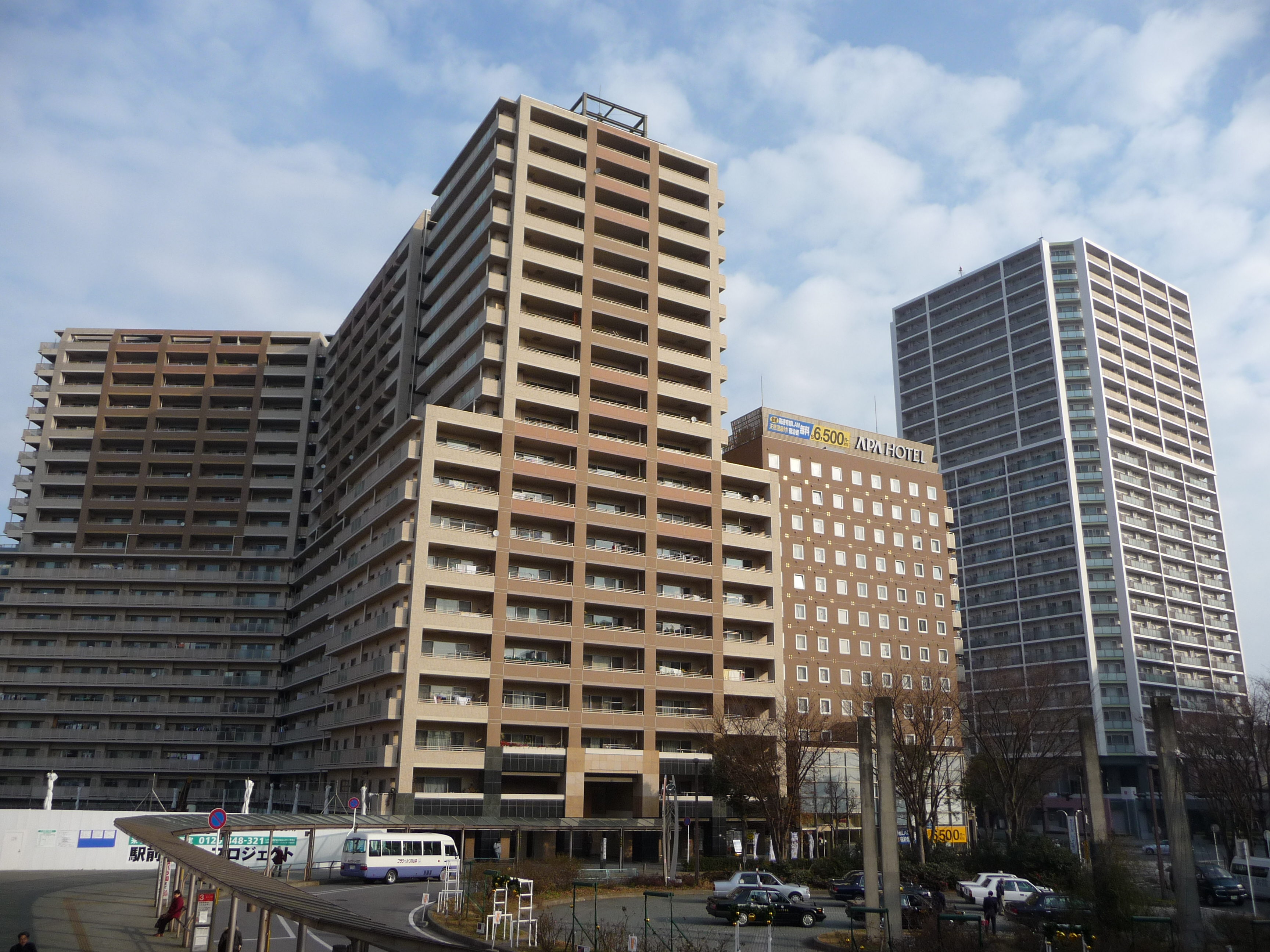
駅前（北口）。写真左は当時建設中のパークタワー八千代緑が丘。

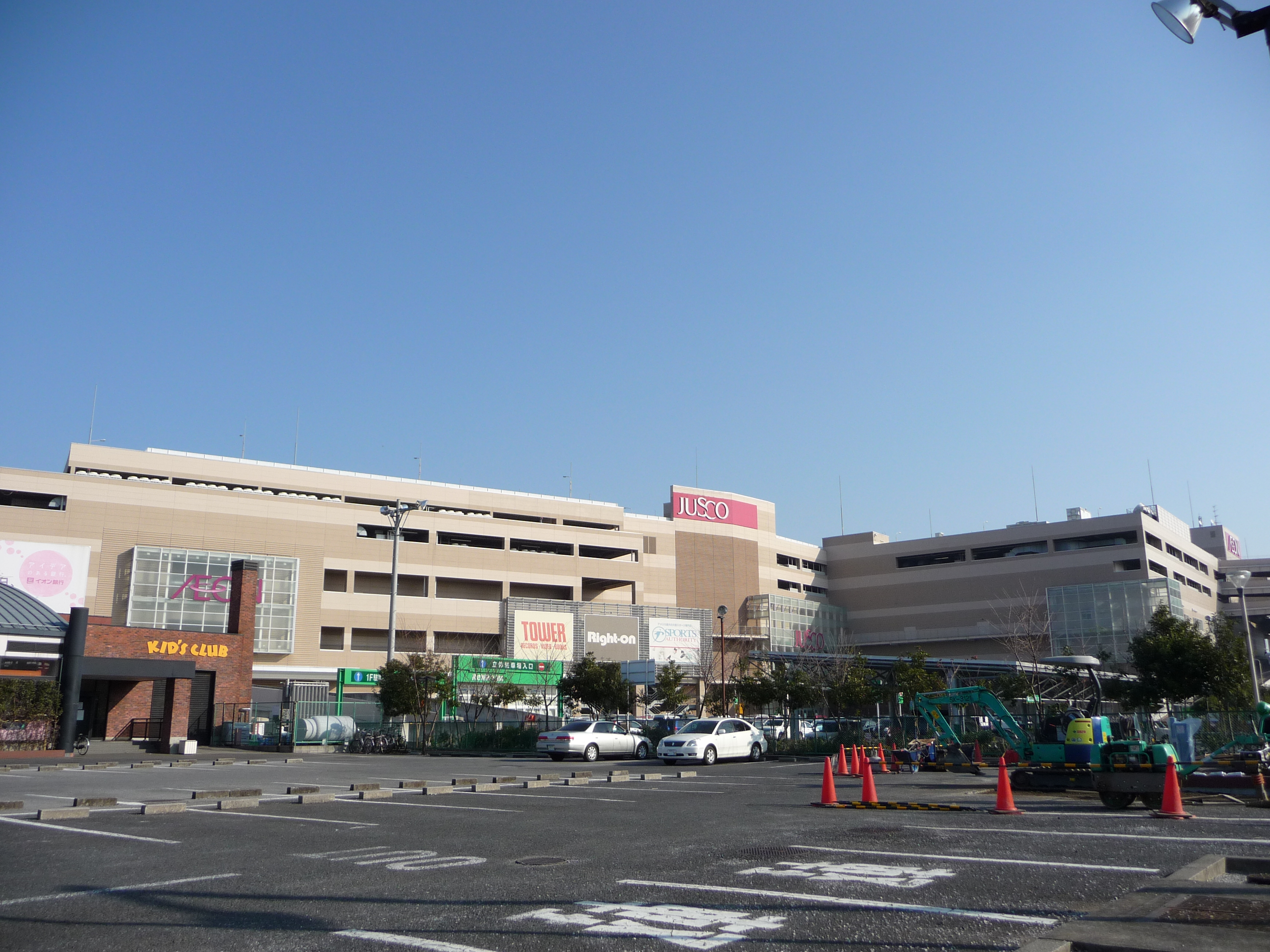
イオンモール八千代緑が丘

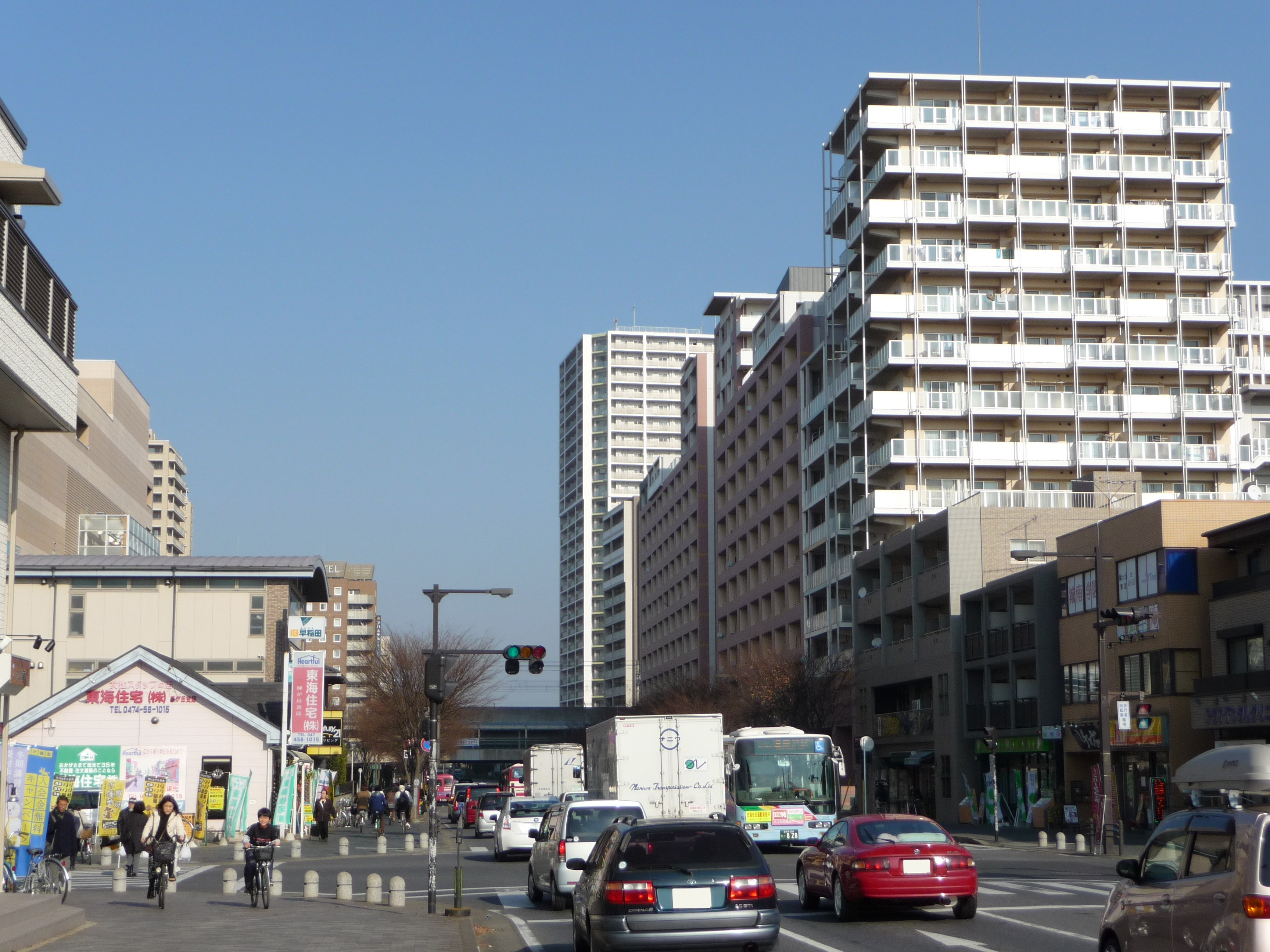
公園都市通り

緑が丘（みどりがおか）は、千葉県八千代市の地名である。現行行政地名は緑が丘一丁目から緑が丘五丁目。郵便番号は276-0049。

## 地理
1950年ごろは仲木戸と呼ばれており、一帯は農地・森林が広がっていた。石神川・花輪川源流部の台地にあたり、東側ほど標高が高くなる。長年鉄道空白地帯であったが、東葉高速鉄道東葉高速線開業前から急速に開発が進んだ。八千代緑が丘駅開業後、1998年に大和田新田・吉橋からそれぞれ分離されて「緑が丘」という新町名となった。町名の由来は駅の名前で、駅の「緑が丘」という名前は一般公募で決定したものである。住宅や高層マンションが次々と立ち並び、2005年には駅直結のイオン八千代緑が丘ショッピングセンター（現・イオンモール八千代緑が丘）が完成、他にも駅周辺には商業施設が多い。東葉高速鉄道開業による影響を最も受けた地域である。
また当地域あるいは周辺の年少人口もゆりのき台と並んで多く、域内にある八千代市立新木戸小学校は市内有数のマンモス校であった。年少人口の増加と西八千代北部土地区画整理事業により、2010年4月1日に当地域北部の吉橋（現・緑が丘西三丁目）に八千代市立みどりが丘小学校を新設し、通学区域が再編成された。

## 開発と変遷
東葉高速線の開業にあたり、当地域周辺で区画整理が計画された。区画整理区域は東葉高速線の駅より北東部を中心に駅周辺（西八千代東部）と、駅より北西部から北部にかけて（西八千代北部）に分けられた。そのうち当地域にあたる「西八千代東部土地区画整理事業」が1988年に開始。公園都市通りを軸に道路の整備も進み、9年後の1997年に終了した（事業解散は翌年の6月19日）。のちに北東部の住宅街はほぼ埋まり、南西部で住宅建設が盛んに行われている。高層マンションの整備も野村不動産が主体となって手掛け、「カムザスクエア八千代緑が丘」が1996年（エスタシオン）・1997年（タワーズ）に完成。これを皮切りとして近隣に複数のマンションが建てられた。その一方で東葉高速線の開業は、土地買収の不調や手抜き工事によるトンネル崩落など問題が多く、1996年4月27日までずれ込んだ。
東葉高速線の北側の開発が落ち着き、南側の開発に着手した。公園都市通り沿いに商店などが整備されるとともに、2002年には駅南東部に大規模マンション「リーセントヒルズ」、2005年にはイオン八千代緑が丘ショッピングセンターが竣工。これにより買い物客が周辺地域より集まるようになり発展し、それとともに当地域が脚光を浴びることとなった。ちなみにこれらも野村不動産が分譲したものであるが、その後立地や商圏など高評価を受けたため日本リテールファンド投資法人へ売却された。
「西八千代北部土地区画整理事業」は東部の後を追い2002年に開始したが、暫くは実質的な動きはあまり見られなかった。2008年より本格的に整備が開始され、その後駅の北西部・北部から当地域の境界にかけ道路の整備および宅地造成が盛んに行われ、2017年には新町名「緑が丘西一〜八丁目」に変更された。
また2009年9月1日より八千代緑が丘駅北口で「パークタワー八千代緑が丘」（事業主:三井不動産）の建設が始まり、2012年に竣工。高さ101.3m（地上31階、地下1階）で八千代市内最高層となった。
- 1988年（昭和63年）1月12日 - 西八千代東部土地区画整理事業認可[4]。
- 1996年（平成8年）4月27日 - 東葉高速線開業。当地域に八千代緑が丘駅が設置される。
- 1996年（平成8年）6月30日 - 「カムザスクエア八千代緑が丘エスタシオン」竣工（敷地面積4,771.17m²、13階建て、竹中工務店・五洋建設施工）。
- 1997年（平成9年）2月18日 - 「カムザスクエア八千代緑が丘タワーズ」竣工（敷地面積8,516.28m²、26階建て、藤木工務店・大林組施工）。
- 1997年（平成9年）11月14日 - 西八千代東部土地区画整理事業換地処分[4]。
- 1998年（平成10年）5月16日 - 大和田新田から分離し「緑が丘」となる。
- 1998年（平成10年）6月19日 - 西八千代東部土地区画整理事業解散[4]。
- 2002年（平成14年）1月18日 - 西八千代北部土地区画整理事業認可（現在の緑が丘西。ちなみに都市計画決定は1998年9月11日）[4]。
- 2002年（平成14年）3月15日 - 「リーセントヒルズ」竣工（敷地面積24,111.36m²、15階建て、浅沼組・熊谷組施工）。
- 2005年（平成17年）3月 - イオン八千代緑が丘ショッピングセンター竣工（開業は4月2日）。
- 2012年（平成24年）3月31日 - 「パークタワー八千代緑が丘」竣工。

## 環境問題
八千代緑が丘駅北口・ロータリー付近は、以前よりムクドリのねぐらになっていたが、近年（2023年時点）さらに数が増え、夜間の激しい鳴き声や糞害が顕著になっている（鳥獣保護法で人間の都合によるムクドリの駆除は禁じられている）。

## 病院・医師不足問題
千葉県は単位人口あたりの医師数において全国ワースト3位であり、医療機関の整備が今後の課題となっている。
また、特に緑が丘周辺では、乱立するタワーマンション建設など大規模な宅地開発が進み人口が激増しており、医療インフラが追いついていない。多くの病院、診療所、クリニック、歯科などで待ち時間数時間は常態化しており、予約システムを導入している所が増えているが、予約そのものが取れない状況になっており、医療体制の改善が課題となっている。

## 世帯数と人口
2017年（平成29年）10月31日現在の世帯数と人口は以下の通りである。
| 丁目         | 世帯数    | 人口    |
| ------------ | --------- | ------- |
| 緑が丘一丁目 | 1,808世帯 | 4,151人 |
| 緑が丘二丁目 | 749世帯   | 1,976人 |
| 緑が丘三丁目 | 796世帯   | 2,095人 |
| 緑が丘四丁目 | 153世帯   | 390人   |
| 緑が丘五丁目 | 187世帯   | 505人   |
| 計           | 3,693世帯 | 9,117人 |

## 小・中学校の学区
市立小・中学校に通う場合、学区は以下の通りとなる。
| 丁目         | 番地     | 小学校                     | 中学校               |
| ------------ | -------- | -------------------------- | -------------------- |
| 緑が丘一丁目 | 全域     | 八千代市立みどりが丘小学校 | 八千代市立高津中学校 |
| 緑が丘二丁目 | 17〜19番 | 八千代市立西高津小学校     | 八千代市立高津中学校 |
| 緑が丘二丁目 | その他   | 八千代市立新木戸小学校     | 八千代市立高津中学校 |
| 緑が丘三丁目 | 全域     | 八千代市立新木戸小学校     | 八千代市立高津中学校 |
| 緑が丘四丁目 | 全域     | 八千代市立新木戸小学校     | 八千代市立高津中学校 |
| 緑が丘五丁目 | 全域     | 八千代市立新木戸小学校     | 八千代市立高津中学校 |

## 交通
- 最寄駅は東葉高速鉄道東葉高速線八千代緑が丘駅。1996年の開業以来利用客数が減ることなく推移し、1日平均乗降人員は年間およそ500人から3,000人程度のペースで増加を続けている。
- 八千代緑が丘駅はバス路線（東洋バスとちばレインボーバス）も多く発着する。前者は八千代台駅・八千代中央駅や南部の高津地域、後者は北部の吉橋工業団地ないしはさらに北部の睦・島田台、秀明大学・千葉ニュータウンなどへ出ている。
- 中央の公園都市通りのほか、西端に千葉県道61号船橋印西線が通る。周辺には千葉県道57号千葉鎌ケ谷松戸線・国道296号（成田街道）がある。

当地域は前述の通り混雑しやすい国道296号に近く、さらに町内・周辺に県道57号・61号が通っているため交通渋滞が頻繁に起きやすい。市境が近いこともあり、道路の整備があまり行われていなかった。2010年代に入り西八千代北部土地区画整理事業により混雑緩和と西八千代（緑が丘西）地域の大規模住宅開発のため道路の整備が進められ、県道57号の一部区間の付け替え後は、隣接する船橋市との行き来も容易になっている。

## 施設
- 八千代緑が丘駅（一丁目）
- 公園都市プラザ - TOHOシネマズ 八千代緑が丘（一丁目）
- 緑が丘プラザ（三丁目） - 緑が丘図書館・緑が丘公民館がある。
- アパホテル 千葉八千代緑が丘（一丁目）
- 東葉高速鉄道本社（一丁目）
- イオンモール八千代緑が丘（二丁目）
- 八千代市立新木戸小学校（二丁目）
- リーセントヒルズ（三丁目）
- 秋葉緑が丘ビル（二丁目） - ふくろうエフエム
  - 2007年12月竣工、秋葉牧場（成田ゆめ牧場）が核テナントのオフィスビル。向かい側には自社のスイーツショップ「牧場創菓momom」が2010年4月16日に開店した（その後緑が丘西に移転）。

## 近隣地名
- 大和田新田
- 吉橋
- 緑が丘西

## 参考資料
- 「八千代市の歴史　通史編　下」2008年3月15日、八千代市発行、八千代市編纂委員会